# Teluk Makmur
Teluk Makmur is een bestuurslaag in het regentschap Dumai van de provincie Riau, Indonesië. Teluk Makmur telt 2379 inwoners (volkstelling 2010).